# Hermann Riedel (Werkstoffwissenschaftler)
Hermann Riedel (* 3. Januar 1945 in Esslingen) ist ein deutscher Werkstoffwissenschaftler.
Riedel promovierte 1973 am Max-Planck-Institut für Metallforschung (MPI) in Stuttgart in Physik. Als Post-Doktorand war er von 1974 bis 1978 am Max-Planck-Institut für Eisenforschung in Düsseldorf und an der Brown University (Visiting Assistant Professor 1979).  Von 1979 bis 1986 war er wieder am MPI in Düsseldorf. Ab 1986 war er Abteilungsleiter am Fraunhofer-Institut für Werkstoffmechanik (IWM) in Freiburg, wo er auch der Institutsleitung angehörte. Er war außerplanmäßiger Professor am Karlsruher Institut für Technologie.
Er simulierte pulvertechnologische Herstellungsverfahren (Pressen, Sintern) und andere Werkstoffe (wie TWIP-Stähle) und befasste sich mit Formgebung von Metallen, Verhalten von Materialien bei hohen Temperaturen sowie mit Bruchmechanik.
1986 erhielt er den Dechema-Preis für Beiträge zur Erforschung der Rissausbreitung unter Kriechbedingungen und die darauf beruhende Entwicklung von Methoden zur sicheren und wirtschaftlichen Konstruktion von warmgehenden Apparaten (Laudatio). 1991 erhielt er den Gottfried-Wilhelm-Leibniz-Preis (als Erster ohne Professorentitel und als erster Wissenschaftler der Fraunhofergesellschaften), 2008 den Skaupy-Preis und er erhielt 1981 den Masing-Gedächtnispreis und die Tammann-Gedenkmünze.

## Schriften
- Fracture at high temperatures, Springer 1987